# Acrux
Acrux eller Alfa Crucis (α Crucis, förkortat Alfa Cru, α Cru) som är stjärnans Bayerbeteckning, är en multipelstjärna belägen i den södra delen av stjärnbilden Södra korset. Den har en kombinerad skenbar magnitud på 0,76 och är klart synlig för blotta ögat och den ljusaste stjärnan i stjärnbilden. Baserat på parallaxmätning inom Hipparcosuppdraget på ca 10,1 mas, beräknas den befinna sig på ett avstånd på ca 320 ljusår (ca 99 parsek) från solen. 
För blotta ögat ser Alfa Crucis ut som en enda stjärna, men är faktiskt ett flerstjärnigt system. Två komponenter är visuellt urskiljbara: Alfa1 Crucis och Alfa2 Crucis, alternativt betecknad Alfa Crucis A och Alfa Crucis B. Båda är många gånger mer massiva och ljusstarka än solen. Alfa1 Crucis är i sig själv en spektroskopisk dubbelstjärna med komponenter betecknade Alfa Crucis Aa (även benämnt Acrux) och Alfa Crucis Ab. Dessa två stjärnor kretsar kring varandra med en omloppsperiod på 76 dygn med en separation av ca 1 AE.

## Nomenklatur
Det historiska namnet Acrux för Alfa1 Crucis är en "amerikanskism" som bildades på 1800-talet, men fick en allmän användning vid mitten av 1900-talet. År 2016 organiserade Internationella astronomiska unionen en arbetsgrupp för stjärnnamn (WGSN) med uppgift att katalogisera och standardisera riktiga namn för stjärnor. WGSN anger att i fall med flera stjärnor ska namnet hänvisa till den ljusaste komponenten med synligt ljusstyrka. WGSN fastställde namnet Acrux för Alfa Crucis Aa den 20 juli 2016 och detta är nu inskrivet i IAU:s Catalog of Star Names.

## Egenskaper
Primärstjärnan Alfa Crucis Aa är en blå till vit underjättestjärna av spektralklass B0.5 IV. Den har massa som är ca 18 gånger större än solens massa, en radie som är ca 4,8 gånger större än solens och utsänder från dess fotosfär ca 25 000 gånger mera energi än solen vid en effektiv temperatur av ca 24 000 K.
Massorna av Alfa2 Crucis och den ljusare komponenten Alfa1 Crucis antyder att stjärnorna en dag kommer att explodera som supernova. Den osynliga, svagare komponenten av Alfa1 Crusis kan överleva för att bli en massiv vit dvärg. Den svalare, mindre ljusstarka stjärnan HR 4729 (HD 108250) ligger 90 bågsekunder bort från tripelstjärnan Alfa Crucis och delar dess rörelse genom rymden, vilket tyder på att den kan vara gravitationsbunden till denna och de antas därför allmänt att vara fysiskt sammankopplade. Den är i sig själv en spektroskopisk dubbelstjärna, som ibland är katalogiserat som komponent C i Alfa Crucis-multipelsystemet och har en svag visuell följeslagare listad som komponent D. Ytterligare sju svaga stjärnor listas också som följeslagare ut till ett avstånd på ca 2 bågminuter.